# Sordio
Sordio là một đô thị ở tỉnh Lodi trong vùng Lombardia của Italia, cách khoảng 20 km về phía đông nam của Milano và khoảng 12 km northwest of Lodi. Tại thời điểm 31 tháng 12 năm 2004, đô thị này có dân số 2.565 người và diện tích là 2,8 km².
Sordio giáp các đô thị: Vizzolo Predabissi, Casalmaiocco, Tavazzano con Villavesco, San Zenone al Lambro.